# 山东庙街道
山东庙街道，曾是中华人民共和国辽宁省沈阳市沈河区下辖的一个乡镇级行政单位。2019年12月，撤销山东庙街道，管辖区域划入风雨坛街道。

## 行政区划
山东庙街道下辖以下地区：
。